# Äsköping
Äsköping är en tätort i Katrineholms kommun cirka 20 km norr om Katrineholm.
Platsen där Äsköping kom att växa fram var tidigare en plats för ett torp under Äs, senare uppfördes arbetarbostäder och förlades marknader och torgdagar hit, och 1833 flyttades postkontoret till platsen. Under slutet av 1800-talet följde skola, läkare, apotek och missionshus. 1893 uppfördes de marknadsbodar som kom att användas för torghandeln fram till 1950-talet. Senare har moderna villor vuxit fram i samhället, främst där byn Hillersta tidigare låg.

## Befolkningsutveckling
| Befolkningsutvecklingen i Äsköping 1950–2020 | Befolkningsutvecklingen i Äsköping 1950–2020 | Befolkningsutvecklingen i Äsköping 1950–2020 | Befolkningsutvecklingen i Äsköping 1950–2020 | Befolkningsutvecklingen i Äsköping 1950–2020 |
| -------------------------------------------- | -------------------------------------------- | -------------------------------------------- | -------------------------------------------- | -------------------------------------------- |
|                                              |                                              |                                              |                                              |                                              |
| År                                           |                                              |                                              | Folkmängd                                    | Areal (ha)                                   |
| 1950                                         | 1950                                         |                                              | 272                                          |                                              |
| 1960                                         | 1960                                         |                                              | 266                                          |                                              |
| 1965                                         | 1965                                         |                                              | 265                                          |                                              |
| 1970                                         | 1970                                         |                                              | 333                                          |                                              |
| 1975                                         | 1975                                         |                                              | 339                                          |                                              |
| 1980                                         | 1980                                         |                                              | 393                                          |                                              |
| 1990                                         | 1990                                         |                                              | 442                                          | 46                                           |
| 1995                                         | 1995                                         |                                              | 418                                          | 46                                           |
| 2000                                         | 2000                                         |                                              | 398                                          | 46                                           |
| 2005                                         | 2005                                         |                                              | 371                                          | 46                                           |
| 2010                                         | 2010                                         |                                              | 342                                          | 46                                           |
| 2015                                         | 2015                                         |                                              | 326                                          | 51                                           |
| 2020                                         | 2020                                         |                                              | 332                                          | 51                                           |
|                                              |                                              |                                              |                                              |                                              |